# Parabopyrella australiensis
Parabopyrella australiensis là một loài chân đều trong họ Bopyridae. Loài này được Bourdon miêu tả khoa học năm 1980.